# San Leandro (Kalifornija)
San Leandro je grad u američkoj saveznoj državi Kalifornija. Prema popisu stanovništva iz 2010. u njemu je živjelo 84.950 stanovnika.